# UDP-4-amino-4-dezoksi-L-arabinoza formiltransferaza
UDP-4-amino-4-dezoksi--arabinoza formiltransferaza (EC 2.1.2.13, UDP-L-Ara4N formiltransferaza, ArnAFT) je enzim sa sistematskim imenom 10-formiltetrahidrofolat:UDP-4-amino-4-dezoksi-beta--arabinoza N-formiltransferaza. Ovaj enzim katalizuje sledeću hemijsku reakciju
10-formiltetrahidrofolat + UDP-4-amino-4-dezoksi-beta--arabinopiranoza {\displaystyle \rightleftharpoons } 5,6,7,8-tetrahidrofolat + UDP-4-dezoksi-4-formamido-beta-L-arabinopiranoza
Ovu reakciju izvodi bifunkcionalani enzim, koji takođe posreduje reakciju EC 1.1.1.305 [UDP-glukuronska kiselina dehidrogenaza (dekarboksilacija UDP-4-keto-heksauronske kiseline)].

## Literatura
- Nicholas C. Price; Lewis Stevens (1999). Fundamentals of Enzymology: The Cell and Molecular Biology of Catalytic Proteins (Third изд.). USA: Oxford University Press. ISBN 019850229X.
- Eric J. Toone (2006). Advances in Enzymology and Related Areas of Molecular Biology, Protein Evolution (Volume 75 изд.). Wiley-Interscience. ISBN 0471205036.
- Branden C; Tooze J. Introduction to Protein Structure. New York, NY: Garland Publishing. ISBN 0-8153-2305-0.
- Irwin H. Segel. Enzyme Kinetics: Behavior and Analysis of Rapid Equilibrium and Steady-State Enzyme Systems (Book 44 изд.). Wiley Classics Library. ISBN 0471303097.

## Spoljašnje veze
- UDP-4-amino-4-deoxy-L-arabinose+formyltransferase на 